# جلال‌آباد
جَلال‌آباد مرکز ولایت ننگرهار افغانستان و مهمترین شهر بین کابل تا پیشاور است. شهر جلال‌آباد پنجمین  شهر برجمیعت افغانستان می‌باشد .
جمعیت این شهر در سال ۲۰۲۳ بالغ بر حدود ۲۰۰.۰۰۰ نفر بوده است.

## مردم
جمعیت این شهر ۲۶۳٬۳۱۲ تن در سال ۲۰۲۰ بوده است. و دارای ۶ ولشوالی می‌باشد. مساحت این شهر ۱۲٬۷۹۶ هکتار است. بیشینهٔ شهروندان این شهر را مردم پشی تشکیل میدهند پشتون‌ها تشکیل می‌دهند.

## پی‌نوشت‌ها
1. ↑  "The State of Afghan Cities report 2015". Archived from the original on 2015-10-31.
2. ↑  "MRRD" (PDF). Archived from the original (PDF) on 2010-03-04. Retrieved 2013-03-13.
3. 1 2  https://worldpopulationreview.com/countries/cities/afghanistan